# Aide à la décision
 (mars 2013).
L’aide à la décision est l’ensemble des techniques permettant d’effectuer individuellement la meilleure prise de décision possible. L’aide à la décision est principalement utilisée dans des domaines tels que la finance, la banque, l’informatique, la politique et la gestion de crise.
Il est utile de bénéficier d'outils « simples » permettant de vérifier et d’analyser rapidement les informations afin de pouvoir prendre la décision a priori la plus adaptée à un instant donné et ce, sans nécessairement avoir des connaissances poussées en mathématique ou informatique. Les outils d’aide à la décision visent à cela. L'arbre de décision, la théorie de la décision et d'autres méthodes d’aide à la décision permettent au décideur de mieux choisir parmi plusieurs solutions, selon des critères établis, de façon plus transparente et plus robuste.

## Évolution historique de l'aide à la décision
L'aide à la décision reposait autrefois sur l'expérience individuelle, le savoir, l'expérience des conseillers des décideurs, ainsi que sur l'analyse historique. L'opinion et la subjectivité avaient une grande importance.
Au XXe siècle, des outils mathématiques sont introduits. Ces modèles et leurs algorithmes s'appuient sur des concepts et théories tels que les probabilités, l'analyse de la décision, la théorie des graphes, ou encore la recherche opérationnelle.  
Rapidement, des systèmes informatiques d'aide à la décision sont apparus et ont pris une place croissante dans certains processus de décision, au point parfois de remplacer l'Homme par des processus automatiques. 
Les Systèmes d'Information Géographiques (SIG) se sont beaucoup développés depuis les années 1970, avec l'avantage de présenter visuellement et de manière cartographique certains éléments d'aide à la décision. Avec l'informatique sont également arrivés des Systèmes Interactifs d'Aide à la Décision (SIAD).
Des agences et bureaux d'études se sont spécialisés dans le conseil et l'aide à la décision auprès des banques, entreprises, gouvernements, collectivités (via les systèmes d'assistance à la maîtrise d'ouvrage, par exemple). 
Par la suite se sont installées l'informatique décisionnelle (en anglais business intelligence) et de nouvelles méthodes telles que le traitement analytique en ligne et les entrepôts de données (data warehouses).
La gouvernance multi-niveaux et les processus de codécision qui tendent à se développer en Europe, ou dans le monde sous l'égide de l'ONU, exigent des outils transparents, souples et prenant en compte les différentes échelles de contextes sociologiques, économiques, environnementaux et de responsabilité. Dans ce domaine et celui de la démocratie participative la notion de "porté à connaissance" et d'accès à l'information, en particulier à la donnée publique ont pris une importance croissante. 
Avec l'Internet, on a vu apparaître de nouveaux moyens de consultation et d'expression ainsi que des outils de travail collaboratif permettant de nouveaux types de processus de décision et d'aide à la décision. Il y a également l'apparition de Big data pour le traitement de très grandes bases de données.

## Outils

### Outils d'optimisation
Pour qu’un système d’aide à la décision soit efficace, il faut qu’il s’appuie notamment sur la recherche opérationnelle (ou en abrégé RO), qui est, pour résumer, la discipline des méthodes scientifiques, telles que les mathématiques ou encore l’informatique utilisables pour élaborer de meilleures décisions. En effet, pour permettre aux différents utilisateurs de prendre une décision, il faut être en mesure de leur proposer des outils d’optimisation, et la RO offre justement cet outil. 
Au sein d’un SI, elle permet de rationaliser, de simuler et d’optimiser l’architecture et le fonctionnement de l’organisation ou de la production, tout cela dans le but de permettre aux utilisateurs de prendre la meilleure décision possible.
L’objectif de la recherche opérationnelle n’est pas de « prendre la décision » mais de clarifier une vision du contexte dans lequel la décision sera prise. On ne se soucie pas de la faisabilité de la décision, mais on s’attache plus à l’optimalité de cette dernière. Elle est réalisée grâce à la théorie des graphes mais également la programmation linéaire, non linéaire et dynamique  ou encore des calculs de probabilités.
Certains auteurs ont une analyse critique et différencient bien le fait de « solutionner » (barbarisme) un problème ou de le « résoudre » (faire disparaitre le problème lui-même).
On distingue alors deux grands axes d'analyse :
- l’analyse monocritère : adaptée s’il y a un point de vue unique ou des points de vue multiples non conflictuels ;
- l’analyse multicritère ou Aide à la décision multicritère. En effet, en général, pour trouver une solution adéquate, cela ne dépend pas d’un seul mais d’un ensemble de critères. Pour trouver la meilleure solution possible, via l’analyse multicritère, il faut opérer en 4 étapes : 
  1. Dresser la liste des actions potentielles,
  2. Dresser la liste des critères à prendre en compte,
  3. Établir un tableau des performances,
  4. Agréger les performances.

C’est lors de cette dernière étape que l’on peut généralement observer des variations entre les différentes méthodes d’analyse multicritère. Cela pose donc un problème avec cette méthode de stratégie avec potentiellement des décideurs multiples. Les statistiques ont donc leur rôle à jouer dans la prise de décision en fonction des données partielles possédées. Des outils informatiques peuvent être utilisés pour effectuer ce type d’analyses (R, SPSS ou SAS par exemple).

### Outils pour la prise de décision individuelle
Herbert Simon, à l'origine des recherches sur le processus de décision, aboutit à sa thèse sur la rationalité limitée : c'est la procédure suivie qui doit être optimale et non pas le calcul des solutions (contrairement aux outils d'optimisation). Ainsi, on ne veut plus uniquement rechercher l’optimalité d’une solution, mais une solution satisfaisante qui peut être appliquée.
Certains outils de la décision s'exercent communément en trois étapes :
1. Le prédiagnostic : Il est réalisé dans le but de sensibiliser l’entreprise. Il consiste à effectuer un rapide état des lieux de l’entreprise dans sa globalité. Cette étape, assez courte n’en est pas moins essentielle afin d'identifier les enjeux et guider les étapes qui suivront ;
2. Le diagnostic : Lors de cette étape, une analyse approfondie de la situation de l’entreprise est faite. Cela permet d’établir la liste des solutions techniques et/ou organisationnelles envisageables et qui seront proposées au demandeur. Le diagnostic doit être le plus exhaustif possible, afin de fournir au demandeur le plus de solutions possibles, de manière très détaillée pour qu’il fasse son choix ;
3. L’étude de la faisabilité : Dernière étape du processus d’aide à la décision, elle est indispensable à la définition précise d'une solution technique. Cela permet de savoir si la décision prise par le demandeur est effectivement réalisable, ou si elle relève de l’utopie.

Les deux dernières étapes sont les plus coûteuses.
- L’analyse SWOT, qui est purement qualitative et est appliquée au niveau stratégique et du management.
- Les Systèmes d'Information Géographiques (SIG) permettent de représenter une décision sous la forme d'un schéma constitué par un réseau d'énoncés liés selon des séquences logiques. Cela permet donc au décideur de se donner une image concrète de sa pensée, ce qui améliore la prise de décision.
- La veille stratégique consiste à collecter puis analyser les informations les plus à jour sur son environnement afin de prendre les meilleurs décisions possibles. Elle consiste à mettre en place un processus faisant appel à l'ensemble des veilles pratiquées au sein d'une organisation. Elle implique une surveillance de l'information de tous types (web, interne, externe…).
- Les Systèmes Interactifs d'Aide à la Décision (SIAD) sont également des outils pour la prise de décision. Ils naissent de l’interaction entre l'homme et la machine. Ils fournissent une assistance aux décideurs pour des problèmes, mais ne font pas de traitements automatiques. Ils permettent plutôt de combiner le jugement humain et le traitement automatisé de l'information. Un SIAD sera efficace s'il est capable de fournir des représentations pertinentes pour le décideur, faire des opérations de traitement de l'information, et interpréter les décisions prises par un demandeur. Il sera d'autant plus efficace s'il est facilement évolutif.

Les bureaux d'étude rédigent des rapports servant d'outils d'aide à la décision. L'efficacité de ces rapports résulte d'un compromis entre trois critères (crédibilité scientifique, pertinence et légitimité), arbitrage dépendant à la fois de l’implication d’acteurs économiques lors de la conception de l’outil, du type de résultats produit par l’évaluation et de la finalité d’usage de l’outil. « La crédibilité de l’information est relative à la perception par un acteur de sa qualité, de sa validité et de sa robustesse scientifique. L’évaluation de la crédibilité est à la fois fonction de la confiance dans le processus de production de l’information et dans les institutions qui apportent les connaissances (Sarkki et al., 2014). La pertinence fait référence au fait que l’évaluation est appropriée pour informer le choix du décideur. Enfin, la légitimité reflète le sentiment que le processus d’évaluation a pris en compte la diversité des systèmes de valeurs et de croyances des parties prenantes, et a été conduit de façon impartiale et juste dans son traitement des opinions et intérêts divergents (Cash et al., 2002) ».

### Outils pour la décision collective
Certains outils permettent de prendre des décisions collectives, c'est-à-dire de rechercher un consensus au sein d'un groupe de personnes. Voici plusieurs outils permettant de prendre ce type de décision.
- Le vote pondéré : outil permettant de faciliter le choix entre plusieurs possibilités lorsqu’il est important pour un groupe d’obtenir une décision consensuelle.
Objectif : mettre en relief des idées, causes ou solutions afin d’appliquer un traitement approprié permettant de dégager une décision consensuelle.
- Matrice de compatibilité : méthode permettant de faire un choix parmi plusieurs propositions en fonction de critères établis.
Objectif : comparer les différentes décisions pouvant être prises, en fonction des critères (contraintes imposées, objectifs à atteindre, fonctions à remplir) et des problèmes pouvant être rencontrés.
- Diagramme d’affinités : méthode utilisée pour organiser les idées émises par un groupe et les structurer par thèmes. Les catégories ne doivent pas être préétablies mais constituées sur la base des liens que les idées ont entre elles.
Objectif : classifier les renseignements à l’aide de représentations sur cet outil de management par la qualité totale.
- Méthode Philips 6.6[6] : permet d’organiser le travail en groupe, en vue d’échanger pour mieux décider. Évite les risques de brouhaha et d’incompréhension qui peuvent vite s’installer au sein d’un grand groupe de personnes qui cherchent à échanger. De plus, elle favorise également la participation de tous. Le principe est de diviser l’équipe en groupes de 6 personnes pendant 6 minutes, puis de charger les porte-parole (un par groupe) de rapporter et partager les résultats. Cette méthode peut être itérative.
Objectif : structurer les échanges au sein d’un groupe afin d’accroître les processus de prise de décision.
- L’arbre d’objectifs[7] : méthode intervenant après la réalisation d’un diagnostic. 
Objectif : énoncer la finalité du projet sous la forme d’un verbe à l’infinitif suivi d’un objet (exemple : “promouvoir le territoire”). La construction de cet outil conduit à un ensemble d’objectifs pour le projet, que l’on peut schématiser en un “arbre”.
- Matrice Eisenhower : outil de classification méthodique des priorités et d’appréciation des urgences, permettant la gestion et la régulation des activités.
Objectif : classer les tâches à faire en fonction de leur urgence et de leur importance.
- Le diagramme de Pareto : moyen simple pour classer les phénomènes par ordre d’importance. 
Objectif : faire apparaître les causes essentielles d’un phénomène, hiérarchiser celles-ci, évaluer les effets d’une solution et mieux cibler les actions à mettre en œuvre.

## Rôle de l'informatique dans l'aide à la décision
Permettant le traitement automatisé d’information, l'informatique a rapidement été utilisée pour appuyer la prise de décision, par exemple grâce aux logiciels experts, dans les années 1975. Dans les années 2020, l’informatique appuie l’ensemble des phases de la prise de décision : de l’identification du problème à l’analyse des conséquences en passant par la collecte des informations ou la proposition de choix hiérarchisés. 
La prise de décision a tendance à se complexifier avec la multiplication des acteurs, l'augmentation de la quantité de données et par l’augmentation des enjeux. Aussi des systèmes informatiques d’aide à la décision (SIAD) sont utilisés voire jugés indispensables en entreprise, en administration voire dans la sphère privée (en proposition d’itinéraires par exemple).
Ainsi l'informatique décisionnelle comprend les moyens, les outils et les méthodes qui permettent de collecter, consolider, modéliser et restituer les données, matérielles ou immatérielles, d'une entreprise en vue d’aider à la décision.
Les différentes applications de l’informatique peuvent être classées dans leur ordre chronologique d’apparition. Les systèmes experts apparus dans les années 1960 sont des systèmes spécialisés dans une partie du problème. Les systèmes informatiques d’aide à la décision (SIAD) sont plus complets. Un SIAD est un outil d’observation et de description qui vise, à partir de données de gestion et/ou de statistiques, à donner aux managers d’une entreprise les moyens d’identifier des alertes de gestion, de suivre l’évolution de l’activité et de disposer d’outils d’investigation de sujets ou phénomènes particuliers. Il ne fournit pas les explications ni les commentaires qui relèvent d’une phase de travail postérieure à l’observation. Ce système est généralement basé sur l’utilisation de la recherche opérationnelle.
Le développement de l'intelligence artificielle cherche généralement à simuler des réalités de manière virtuelle pour prendre des décisions suivant les résultats de ces simulations. Les méthodes d’aide à la décision utilisant l’intelligence artificielle reposent par exemple sur les systèmes experts, les réseaux de neurones et les systèmes multi-agents. Dans les années 2010, en réponse à la constante évolution du volume de données stockées et exploitables, l’apparition de l'informatique décisionnelle a donné un souffle nouveau aux méthodes et outils d’aide à la décision[réf. incomplète]. Celle-ci repose principalement sur l’extraction au sein d’importantes et nombreuses bases de données (appelées entrepôts de données) au moyen d’outils nommés extract-transform-load (ETL). Cette fouille de données est également appelée data mining.